# Helm (hoofddeksel)

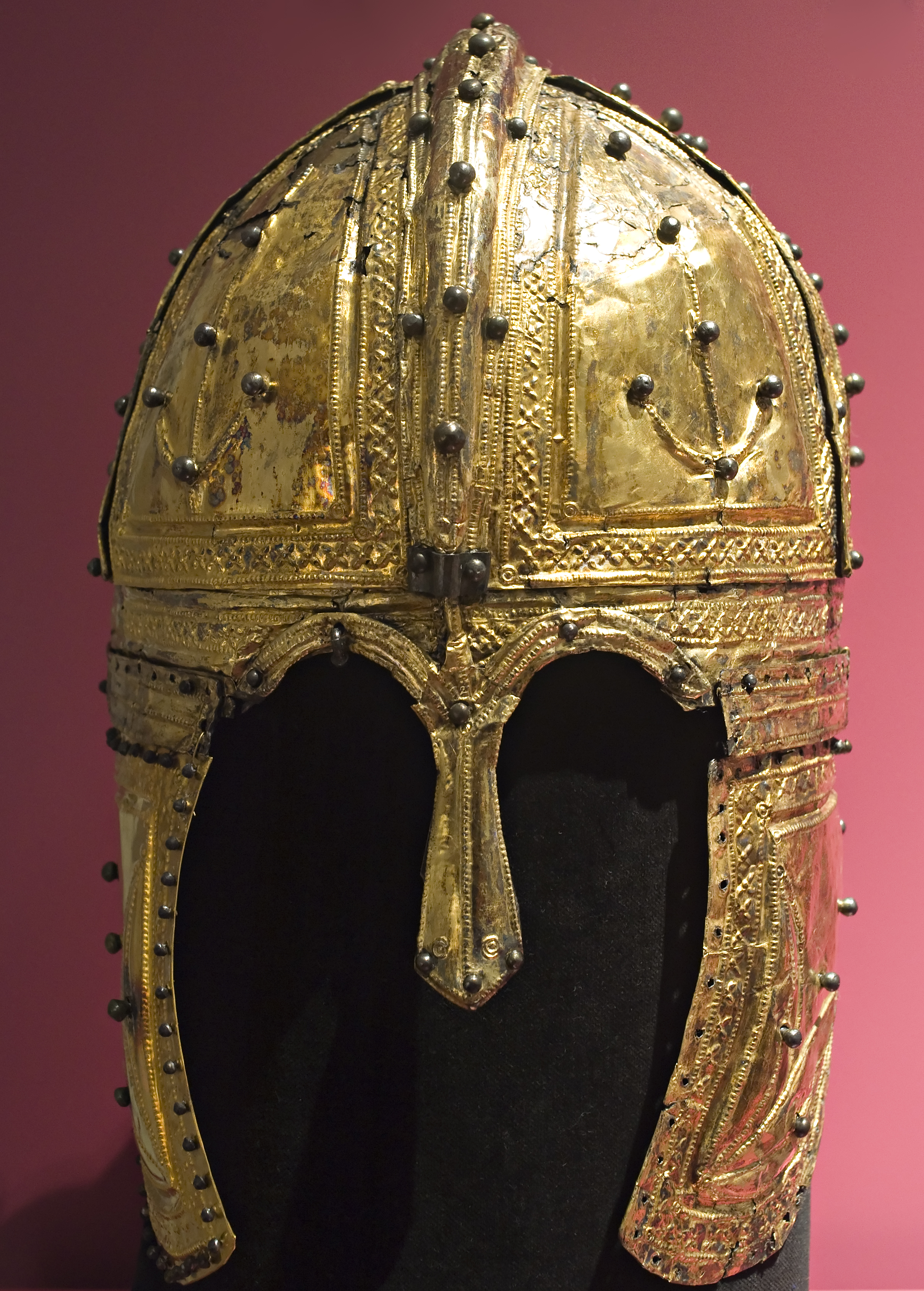
Romeinse ruiterhelm

Een helm is een stabiel hoofddeksel dat gedragen wordt om het hoofd te beschermen. Bij sommige activiteiten zijn helmen verplicht.

## Geschiedenis
Al voor de middeleeuwen gingen soldaten over om het hoofd te bedekken met, in eerste instantie, leren kappen, die gaandeweg met ijzeren stroken verstevigd werden (Romeinen, Vikingen). Later verschenen de harnassen met de saladehelm, de pothelm en de toernooihelm. Onder een grote, zware helm werd soms een bekkeneel (een kleine, ronde, gevoerde helm) gedragen. Tezelfdertijd verschenen ook de vizieren, al of niet afsluitbaar. Het salueren van de hedendaagse soldaat is in feite afkomstig uit de middeleeuwen ten tijde van de riddertoernooien, van de beweging van het omhoog klappen van het vizier. Sedert lange tijd was het ook gebruikelijk om de helm te versieren. De romeinse huursoldaten gebruikten al naargelang hun afkomst en rijkdom pluimen en bewerkte oorflappen. Bij de ridders waren grote pluimen en wapentekens (zie: heraldiek) op hun helmen. Later werd de helm gemeengoed in het leger, eerst van staal later ook van aramide. Toen het gemotoriseerd verkeer verscheen werd het verplicht bij het rijden een helm te dragen en verschenen er verschillende types en uitvoeringen.
Bij duikers en in de ruimtevaart is een helm onderdeel van het duikpak respectievelijk ruimtepak. Bescherming tegen fysiek geweld is hier niet nodig, maar wel tegen de vijandige omgeving waarin de drager zich bevindt.

## De helm in de heraldiek

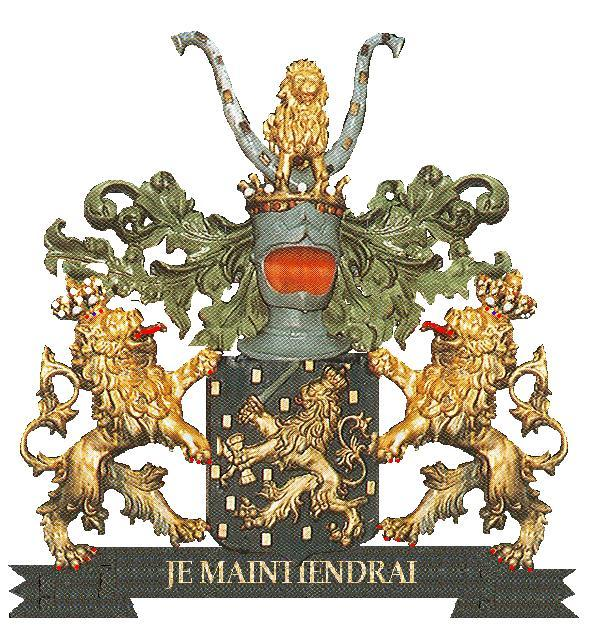
Het wapen van Koning Willem I met helmteken.

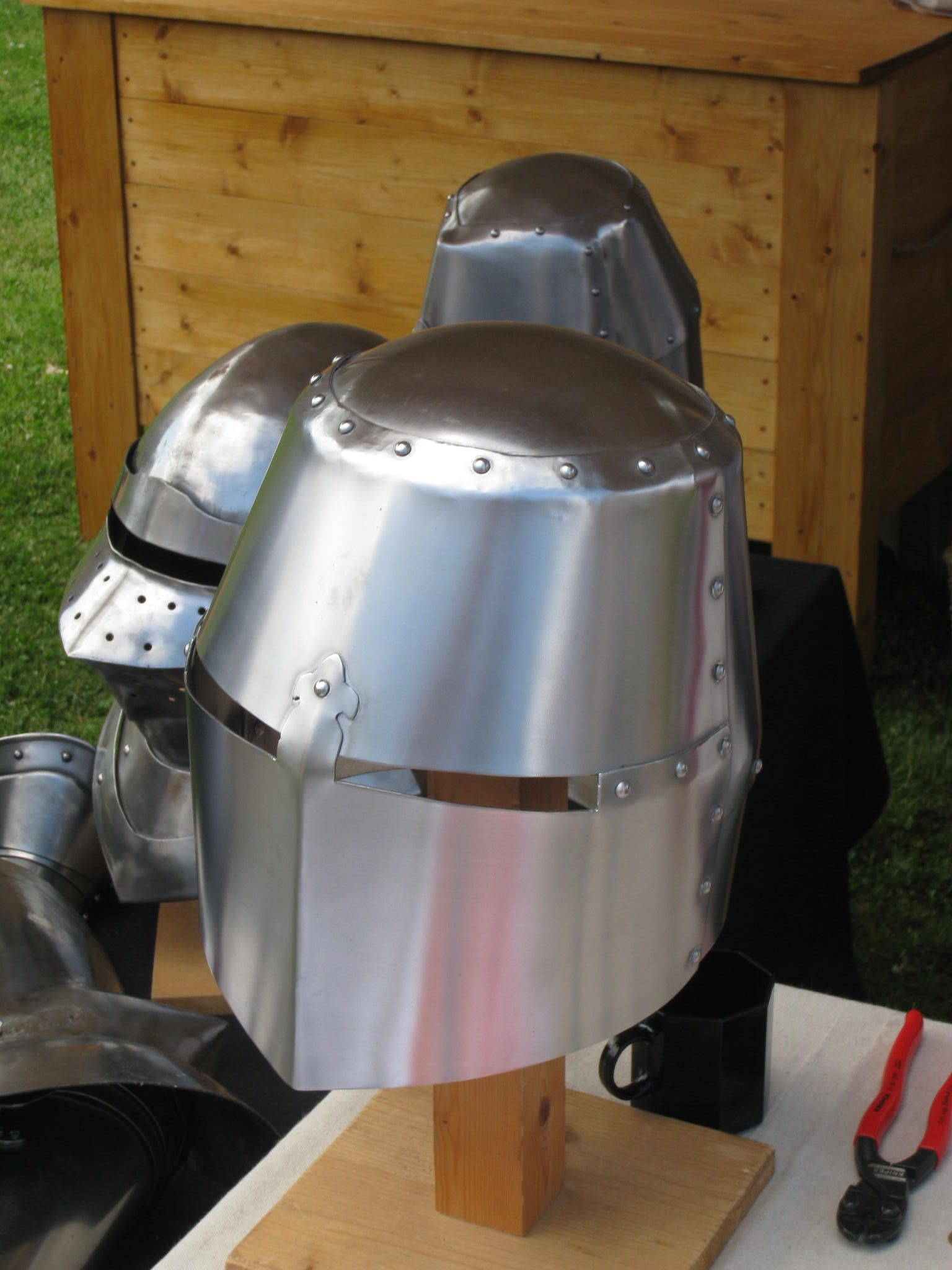
Middeleeuwse helm

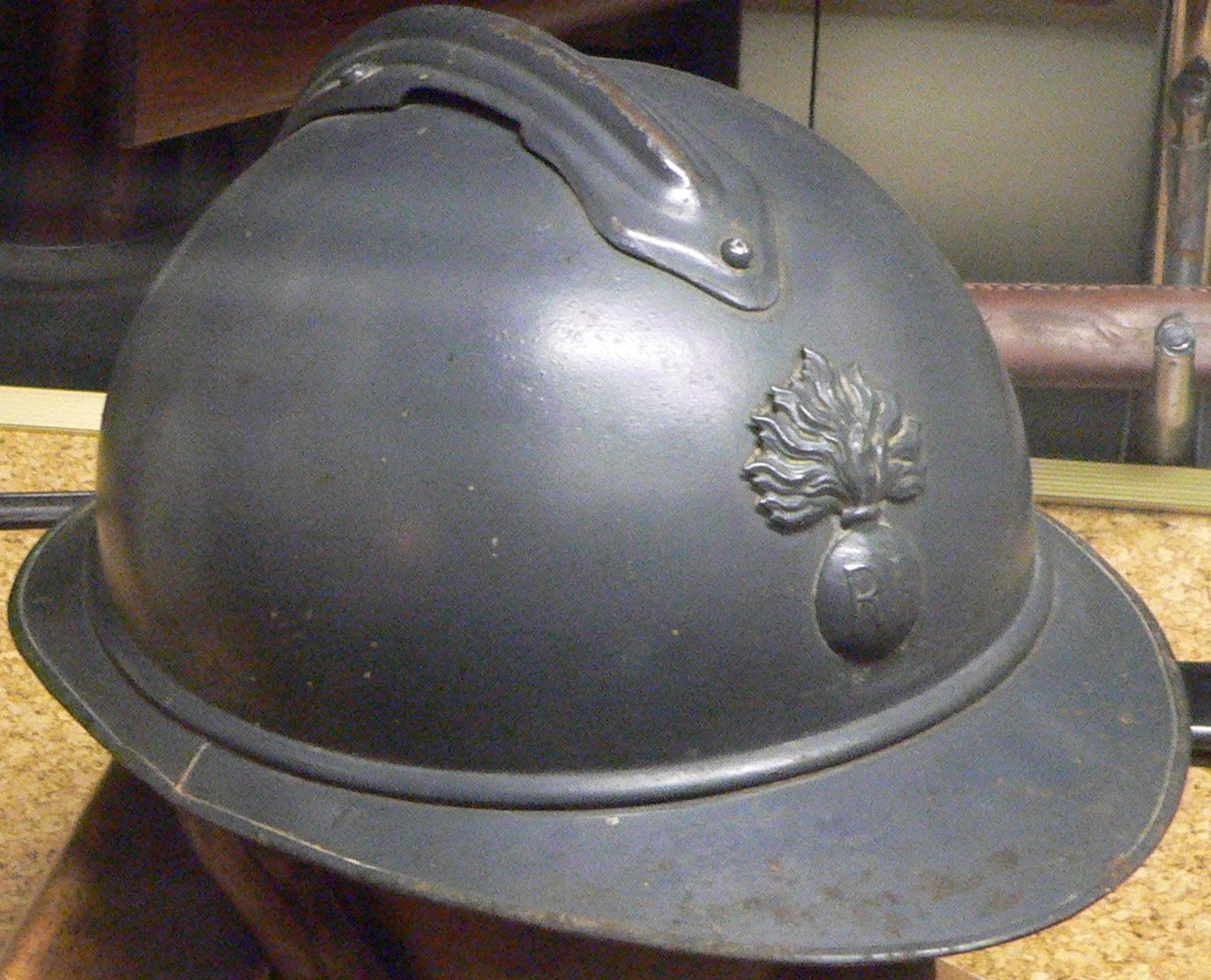
Franse "Adrian" helm

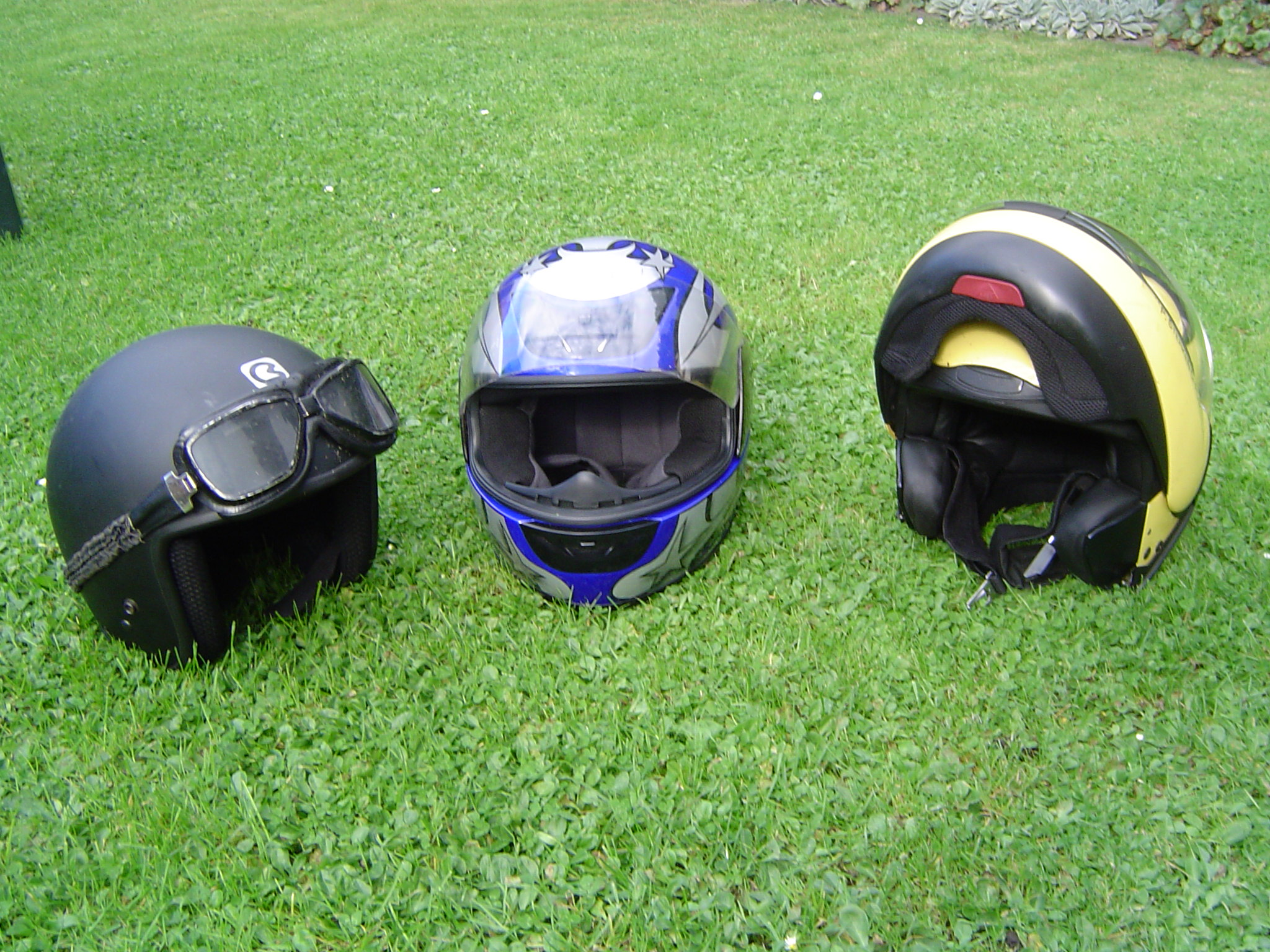
Jethelm, integraalhelm en systeemhelm

Het was al snel na het ontstaan van de wapenschilden gebruikelijk om ook de helm te versieren met een helmteken en een helmkleed met een wrong, beiden in de hoofdkleuren van het wapen. Men ging wapenschild en helm samen afbeelden en zij werden beiden een onderwerp van de heraldiek. Daarbij zijn er in verschillende tradities ontstaan en in de periode van de papieren heraldiek schreven de herauten en wapenkoningen voor dat de rang van de drager ook aan de helm zou moeten worden kunnen herkend. Alleen koningen mochten hun vizier openhouden en de helm recht naar voren op het schild laten plaatsen. De edelen moesten hun vizieren half gesloten of gesloten afbeelden en zij moesten hun helm schuin naar (heraldisch) rechts of "dexter" laten kijken. bastaarden werden en worden geacht hun helm schuin naar links of "sinister" te laten kijken. In landen waar de bastaardij ook in de heraldiek is afgeschaft, zoals Canada, geldt deze regel niet meer.
De hoge adel heeft in een groot wapen soms meerdere helmen op het schild geplaatst. In het Verenigd Koninkrijk wordt de helm soms weggelaten en dan rust het helmteken op een wrong.
Een helm op het wapenschild is geen privilege van de adel. Iedereen die een wapen voert, buiten het Verenigd Koninkrijk, mag een helm in zijn wapen afbeelden, die in gebruik was in de tijd dat het wapen is ontstaan c.q. verzonnen. In feite betekent dat, dat het voeren van een helmteken, helm en dekkleden is voorbehouden aan die families, die reeds een familiewapen bezaten in de tijd dat harnas, schild en helm enige zin hadden, dat wil zeggen de periode voor de komst van de vuurwapens. In feite dus toch het privilege van de adel. Overigens moet men van het begrip adel in de (late) middeleeuwen een niet al te grootse voorstelling hebben. Een paard, wapenrusting, enig voetvolk en een niet al te belangrijk "heerlijk recht" maakte je al gauw "Ridder" (de ridderslag was echt niet altijd een vereiste).

## Indeling helm naar toepassing
De meest voorkomende toepassingen van helmen zijn:
- Veiligheidshelm: ter bescherming tegen vallende voorwerpen, bijvoorbeeld in de bouw
- Gevechtshelm voor in een gevecht, zoals:
  - Helmen van ridders, tegen zwaarden, lansen en dergelijke
  - Moderne militaire helmen, tegen kogels en granaatscherven
- Fietshelm, motorhelm, racehelm: voor bestuurders van een fiets, motorfiets, raceauto en dergelijke
- Paardrijhelm voor ruiters
- Helmen voor bepaalde sporten, zoals bandy, honkbal en ijshockey - zie ook schaatshelm
- Duikhelm voor het duiken met een luchtslang
- Tropenhelm
- Helmen voor piloten en astronauten.

De term valhelm kan refereren aan bescherming tegen vallen van of op de houder.